# アルモガバルス

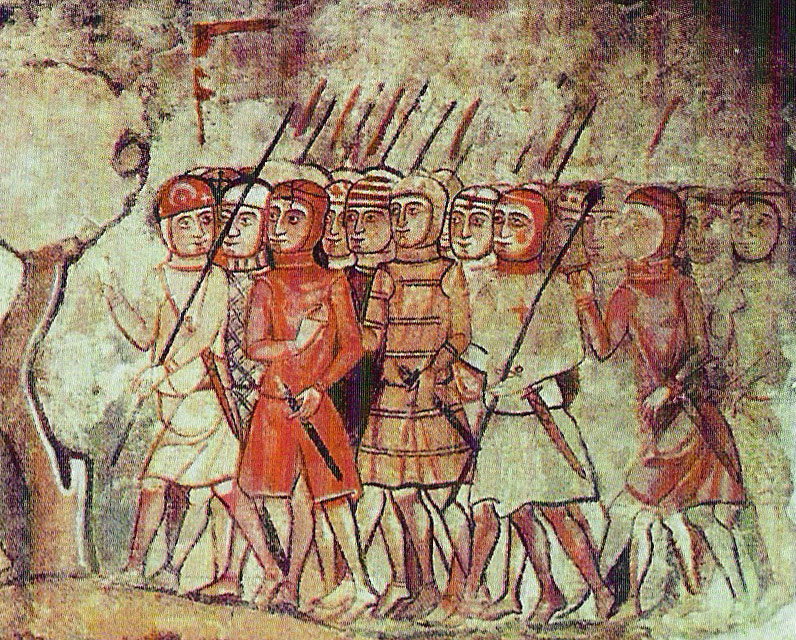
マジョルカ征服の際のアルモガバルス

アルモガバルス （アラゴン語: Almogabars, カタルーニャ語: Almogàvers, スペイン語: Almogávares, アラビア語: al-Mugavari）は、アラゴン王国に仕えた傭兵集団。イベリア半島でのキリスト教徒のレコンキスタで活躍した。14世紀、彼らはイタリア、十字軍国家、レバントでも傭兵となった。

## 概要
アルモガバルスは元々はピレネー山脈発祥で、のちにはナバラ王国、アラゴン王国、カタルーニャへ傭兵として流れていった。彼らは鎧を身につけず、素肌をさらし、粗末な靴（abarcas）を履き、古代ローマの歩兵軍団と同じような武器を持つ、辺境民や歩兵であった。二つの重い投げ槍、または細身の槍、そしてとがった短剣を持っていた。
彼らが戦闘の際に重視したのは俊敏さであり、相手が重装備の場合は特にそうであった。まずアズコナと呼ばれる重い投槍を馬に投げつけ、落馬した騎手をコルテルという肉切り包丁とナイフを合わせた短剣で、関節部のように比較的装甲の薄い箇所を切り裂いた。カタルーニャの年代記作家ラモン・ムンタネーの記述に「・・・フランス騎士の足はすね当てがついたままで落ち、その刃物は馬の横腹に手の半分まで埋まった。」とあることからも、彼らの武器の鋭利さが窺える。また戦闘の始まる前に「聴け！聴け！鉄が目覚めるぞ！」と喊声を上げながら武器を打ち鳴らすのが常だったという。
彼らはプロの兵士であり、王侯、カトリック教会、貴族、または地方自治体に金のために仕えた。その評判が伝わり、彼らは東ローマ帝国に雇われた。アラゴン王ペドロ3世が1282年3月20日のシチリアの晩鐘後、アンジュー伯シャルルとナポリ・シチリアをめぐり戦争状態になると、アルモガバルスはアラゴン軍の最も影響ある部隊となった。彼らの風紀と凶暴さ、槍を力一杯投げる力、行動力が、アンジュー伯軍の重装騎兵隊を非常に恐れさせた。彼らは騎士の替わりに最初馬に乗って攻撃して、騎兵隊と戦った。一度騎士が地上へ叩きつけられれば、アルモガバルスの餌食になるのはたやすかった。
1302年のカルタベリョッタの和議（en）で南部イタリアでの戦いが終わると、首領ロヘル・デ・フロール（元テンプル騎士団所属）率いるアルモガバルスらは、カタルーニャ傭兵団（en）を組織し、オスマン帝国との戦いに明け暮れる東ローマ皇帝アンドロニコス2世パレオロゴスに仕えた。アラゴンおよびシチリアの両王らはこの提案に同意した（和平が成立しており、アルモガバルスが自分たちの王国にとって不要の存在であったため）。
1303年から1304年、小アジアでのアルモガバルスの遠征は軍事的勝利の連続だった。しかし、財政難だったためか賃金は中々支払われず、これを不服としたアルモガバルスは暴力に訴え、東ローマ国民にとって耐えられない存在となっていった。ロヘル・デ・フロールと彼の部下らは、1305年に、補償について話し合う場で、皇帝の皇太子であるミカエルによって暗殺された。おそらく、カタルーニャ傭兵団を蚊帳の外に置いたまま己の地位と権力を維持したいと企んだジェノヴァ商人がそそのかしたとされる。この裏切り行為の結果、アルモガバルスの残党は帝都コンスタンティノープル近郊を荒らし回った。
その結果として、アルモガバルスはフランスのブリエンヌ家が治めるアテネ公国へ進軍した。アテネ公ゴーティエ5世は、1310年3月ボイオーティアでのハルミオスの戦い（en）で破れ、国は破壊された。アルモガバルスは多くのフランス貴族の妻妾や資産を分割し、アテネ公国をアラゴン王へ献上した。
アテネ公国のアラゴン王国支配の基盤は、アルモガバルスの全盛期の功績となった。公国はその後オスマン帝国に奪われたが、今日ですらスペイン王は『アテネ公及びネオパトラス公』（Duque de  Atenas y Neopatria）の称号を保持し続けている。
その後、グラナダ遠征（1330年-1334年）、サルデーニャ遠征（1353年、1354年、1367年）、マジョルカ王国征服（1343年-1344年）へアルモガバルスは駆り出されるが、15世紀に入るとその存在は消えてしまっていた。
アルモガバルスの名は、スペイン王フェルナンド7世時代の内戦で、短期間だが部隊の別称として復活したことがある。現在のスペイン陸軍の空挺部隊も、第6アルモガバルス落下傘軽歩兵旅団（Brigada de Infantería Ligera Paracaidista Almogávares VI）という。 
この項目はブリタニカ百科事典第11版を参考に作成している